# Aleksandr Danílovitx Aleksàndrov
|  | No s'ha de confondre amb Pàvel Aleksàndrov, Aleksandr Pàvlovitx Aleksàndrov, o Aleksandr Vassílievitx Aleksàndrov. |

Aleksandr Danílovitx Aleksàndrov (rus: Александр Данилович Александров)  (Volin, 22 de juliol de 1912 (Julià) - Sant Petersburg, 27 de juliol de 1999) va ser un matemàtic soviètic.

## Vida i Obra
Tot i haver nascut en un petit poble de l'óblast de Riazan, Aleksàndrov va passar la seva infància i joventut a Leningrad on els seus pares eren professors de secundària. El 1929 va ingressar a la universitat de Leningrad en la qual es va graduar el 1933 en física i matemàtiques. Els seus professors van ser el matemàtic Boris Delone i el físic Vladímir Fok. El 1937 va defensar la seva tesi doctoral i va ser nomenat professor de geometria de la universitat i, a partir de 1938, també va col·laborar amb l'Institut Steklov de Matemàtiques. Durant la Segona Guerra Mundial va ser destinat a Kazan per evitar el setge de Leningrad (1941-1944). Des de 1952 fins a 1964 va ser rector de la universitat de Leningrad.
El 1964 es va traslladar a Akademgorodok (Novossibirsk) per treballar a l'Institut de Matemàtiques de la branca siberiana de l'Acadèmia de Ciències de la Unió Soviètica i, simultàniament a partir de l'any següent, com cap del departament de topologia i geometria de la universitat estatal de Novossibirsk. El 1986 va retornar a Sant Petersburg, on va treballa a la secció local de l'Institut de Matemàtiques Steklov fins a la seva mort el 1999.
Aleksàndrov és autor de més de tres-cents treballs científics. Els seus treballs més notables van ser en el camp de la geometria i de la teoria de la relativitat. En el primer d'ells va dur a terme recerques fonamentals sobre cossos convexes, desenvolupant el concepte de volum mixt avançat per Hermann Minkowski i connectant-lo amb la teoria de les funcions d'una variable complexa.
Aleksàndrov va ser, a més, un notable alpinista, seguint els passos del seu mestre Boris Delone. El seu cinquantè aniversari el va celebrar amb una ascensió al Shakhdara Range, una muntanya de més de 6.700 metres d'alçada al massís del Pamir i la seva última ascensió va ser el 1982 al pic Panfilov. Una collada del Caucàs porta el seu nom. Per aquesta activitat ve rebre el diploma de mestre d'esports de la Unió Soviètica, que es va unir als nomnrosos premis que va rebre per la seva tasca de matemàtic.